# Ливези (Бакау)
Ливези (рум. Livezi) насеље је у Румунији у округу Бакау у општини Ливези. Oпштина се налази на надморској висини од 270 m.

## Становништво
Према подацима из 2011. године у насељу је живело 905 становника.